# لويس إتش. كوك
لويس إتش. كوك هو فلاح وسياسي أمريكي، ولد في 25 نوفمبر 1876، وتوفي في 4 سبتمبر 1934. نشط حزبياً في الحزب الجمهوري. وقد انتخب عضو جمعية ولاية ويسكونسن ‏.